# Checoslovaquia en los Juegos Paralímpicos de Barcelona 1992
Checoslovaquia estuvo representada en los Juegos Paralímpicos de Barcelona 1992 por un total de 29 deportistas, 24 hombres y cinco mujeres.

## Medallistas
El equipo paralímpico checoslovaco obtuvo las siguientes medallas:
| Nombre | Deporte          | Evento                        |
| --- | ---------------- | ----------------------------- |
| Oro |                  |                               |
| Pavla Valníčková | Atletismo        | 1500 m B1 femenino            |
| Pavla Valníčková | Atletismo        | 3000 m B1 femenino            |
| Miloslava Běhalová | Atletismo        | Disco THW4 femenino           |
| Vojtěch Vašíček | Atletismo        | Pentatlón PW3-4 masculino     |
| Plata |                  |                               |
| Věra Jirásková | Atletismo        | Disco THW5 femenino           |
| Anton Sluka | Atletismo        | Maratón B3 masculino          |
| Lubomír Šimovec | Ciclismo en ruta | Ruta LC2 masculino            |
| Bronce |                  |                               |
| Pavla Valníčková | Atletismo        | 800 m B1 femenino             |
| Pavla Zemanová | Atletismo        | Salto de longitud B3 femenino |
| Dušan Leipert | Atletismo        | Disco THS4 masculino          |
| Štefan Bogdan | Atletismo        | Jabalina THW4 masculino       |
| František Gödri | Atletismo        | Pentatlón B2 masculino        |
| Peter Báňas Michal Csáder Peter Damajka Milan Kulaš Josef Mihalco Peter Moravčík Jaromír Moureček Ľubomír Novosad Jaromír Pinkava Zdeněk Svoboda František Trtík Ladislav Výtisk | Voleibol de pie  | Torneo masculino              |